# شاه سلطان حسین دوم
شاه سلطان حسین دوم (۱۱۵۱ – ۱۱۸۹، ۱۷۳۸ – ۱۷۷۵) پادشاه اسمی صفویان، پسر شاه تهماسب دوم از مدعیان پادشاهی پس از مرگ نادرشاه بود که به مدت چند ماه پادشاه‌ اسمی ایران بود.

## تبار
حسین میرزا پسر تهماسب دوم نوه شاه سلطان حسین بود که ۶ ماه پیش از قتل پدر در سبزوار متولد شد. زمانی که در ۷ صفر ۱۱۵۲ تهماسب دوم و پسرانش به فرمان رضاقلی میرزا کشته شدند، منوچهر بیگ گرجی که خواهرش مادر حسین میرزا بود، شاهزاده و مادرش را فراری داد به آذربایجان برد.

## پیش‌زمینه
زمانی که نادرشاه کشته شد، شاهزاده به همراه مادر و دایی خود به بغداد رفت. در آن هنگام مصطفی خان شاملو که سفیر نادرشاه در عثمانی بود از حضور وی مطلع شد و برای اگاهی از صحت نسب شاهزاده نزد وی رفت و حسین میرزا قباله مادرش که مهر مصطفی خان بر پای آن بود به همراه بازوبند و خنجر پدرش را به خان نشان داد زمانی که خان از نسب شاهزاده آگاه شد او را به کربلا نزد راضیه بیگم برد.   
در همین زمان علی‌مردان‌ خان چهارلنگ و اسماعیل خان در نبرد کرمانشاه، از کریم‌ خان زند شکست خورده و به عراق پناهنده شده بودند زمانی که مصطفی خان ازین مسئله آگاه شد دو خان مذکور را از حضور شاهزاده مطلع ساخت و مسئله پادشاهی وی را در میان گذاشت. به همین دلیل نامه‌ای به شاهزاده و راضیه بیگم نوشتند و شاهزاده را به پادشاهی دعوت کرده و امادگی خود را برای حمایت از او اعلام کردند. وجود این شخص برای علی مردان خان فرصتی محسوب می‌شد تا بتواند با کریم خان که اخیراً از محمدحسن‌خان قاجار  شکست سختی خورد بود و شاه اسماعیل سوم به محمدحسن خان پناه برده بود به مقابله برخیزد. علیمردان خان همواره نیروی قابل ملاحظه‌ای از ایل خودش و لرهای فیلی اسماعیل خان را در اختیار داشت. و وجود این شاهزاده‌ی صحیح النسب صفوی هم موجب جلب افراد تازه نفس بیشتری در نواحی دوردست می‌شد.    

## تاج‌گذاری
مصطفی‌خان و علیمردان خان مژده پادشاهی را به قاصدان قلعه کرمانشاهان خبر دادند و تا چند روز بعد از سرداران بختیاری پیاده و سواره فراوان به بغداد طلبید. مردمان ایلات هم که از پیدا شدن شاهزاده به وجود آمده بودند و اهالی ایلات نیز به شوق قدم بوسی و جانفشانی در خدمت او به نزد وی شتافتند. مصطفی خان هم اسباب سلطنت شاهزاده را برپا کرد و با محمدرضاخان قورچی‌باشی، علی‌مردان‌خان بختیاری، اسماعیل خان فیلی و سایر امرا از حسین میرزا برای تاج‌گذاری دعوت کردند. شاهزاده در ابتدا امتناع نمود اما بعد از گفتگوهای بسیار وی را داخل خیمه‌ای که برا او زده بودند گرد همه خوانین آورده و با نام شاه سلطان حسین دوم به تخت نشاندند سپس به او تهنیت و مبارک باد گفتند سپس شاه را برای زیارت قبور عتبات عالیات بردند. سجع مهر وی چنین بود:
| دارد ز شاه مردان فرمان حکمرانی   |
| فرزند شاه تهماسب سلطان حسین ثانی |

## پادشاهی
مصطفی خان موفقیت خود را به عنوان مشاور و ملازم شاه تثبیت کرد و برای پشتیبانی از شاهزاده نیروی جنگی زیادی از سلیمان پاشا والی بغداد درخواست نمود که قبول نشد، سپس نامه‌ای به آزادخان افغان که از دوستان قدیمی‌اش بود فرستاد و از وی درخواست کمک نمود آزاد خان نیز سلطنت شاه را به رسمیت شناخت. علیمردان خان هم سپهسالار لشکر شد. در این هنگام علیمردان خان سفیرانی با فرمان و نامه‌ی شاه جدید و اخباری دایر بر اینکه به زودی با آمدن قشون سلطنتی نگرانی آنها رفع خواهد شد به کرمانشاه فرستاد و با قشون سلطنتی به سمت کرمانشاه حرکت کرد. در همین زمان سلطان علی میرزا فرزند شاه سلیمان دوم نیز به اردوی شاه جدید پیوست.    
همین که کریم خان از جریان حرکت علیمردان خان و سپاهش باخبر شد وی نیز با چهل و دو هزار نفر از سپاهیانش راهی کرمانشاه شد و فردی را به داخل کرمانشاه فرستاد و تقاضای تسلیم فوری قلعه کرمانشاه را نمود و قول داد در صورتی که آنها تسلیم شوند. با آنها کاری نداشته باشد و آنها را مورد عفو و بخشش قرار می‌دهد و از گناهشان می‌گذرد. اهالی قلعه که موقعیت خود را در خطر می‌دیدند پس از مشورت تصمیم به تسلیم گرفتند و میرزا محمدتقی گلستانه و عبدالعلی خان شخصاً وارد مذاکره با کریم خان شدند و کریم خان هم طبق عادت از آنها استقبال کرد و آنها را نزد خود پذیرفت و علیمرادخان زند را به حکومت کرمانشاه منصوب کرد و برای اطمینان خاطر میرزا محمدتقی و عبدالعلی خان ناچار شدن در سپاه کریم خان بمانند. محاصره به پایان رسید و کریم خان با خیال راحت با سپاهیان خود به مقابله با شاه سلطان حسین دوم حرکت کرد. 
خبر سقوط قلعه کرمانشاه موجب آشفتگی و تضعیف روحی اردوی علیمردان‌خان شد یکی از امیدهای وی آزادخان افغان بود که پیغام فرستاده بود در دو منزلی کرمانشاه رسیده است. اما کریم خان به چهار فرسنگی آنها رسیده بود و به ناچار آماده جنگ شدند، صف آراستند و جنگ شروع شد. برتری نیروهای کریم خان کاملاً معلوم بود. به فرماندهی شیخعلی خان زند سپاه علیمردان خان به سختی شکست خورد و تمام اموال و تجهیزاتش به دست کریم خان افتاد. علیمردان خان فرار کرد و مصطفی خان در حال فرار با زخمی اسیر شد. این جنگ آخرین تلاش علیمردان خان را برای گرفتن زمام امور ایران بود.

## پس از پادشاهی
پس از فرار از میدان جنگ سلطان حسین دوم توسط علیمردان خان کور شد اما اجازه یافت نزد بازماندگانش در کربلا برگردد. او مابقی عمر خود را به عنوان فردی مذهبی گذراند و از سیاست دور بود.  کریم خان زند خواست برای معیشت وی مقرری معین کنند اما وی قبول نکرد. او احتمالا با شاهزاده خانمی صفوی تبار ازدواج کرد و صاحب دو پسر شد تهماسب میرزا که به مرض آبله در کودکی از دنیا رفت و ابوالفتح محمد میرزا که در زمان مرگ پدر دو سال داشت. در نهایت حسین میرزای دوم در جوانی در سال ۱۱۸۹ (۱۷۷۵) از دنیا رفت و در کربلا دفن شد.